# Szeikei Egyetem

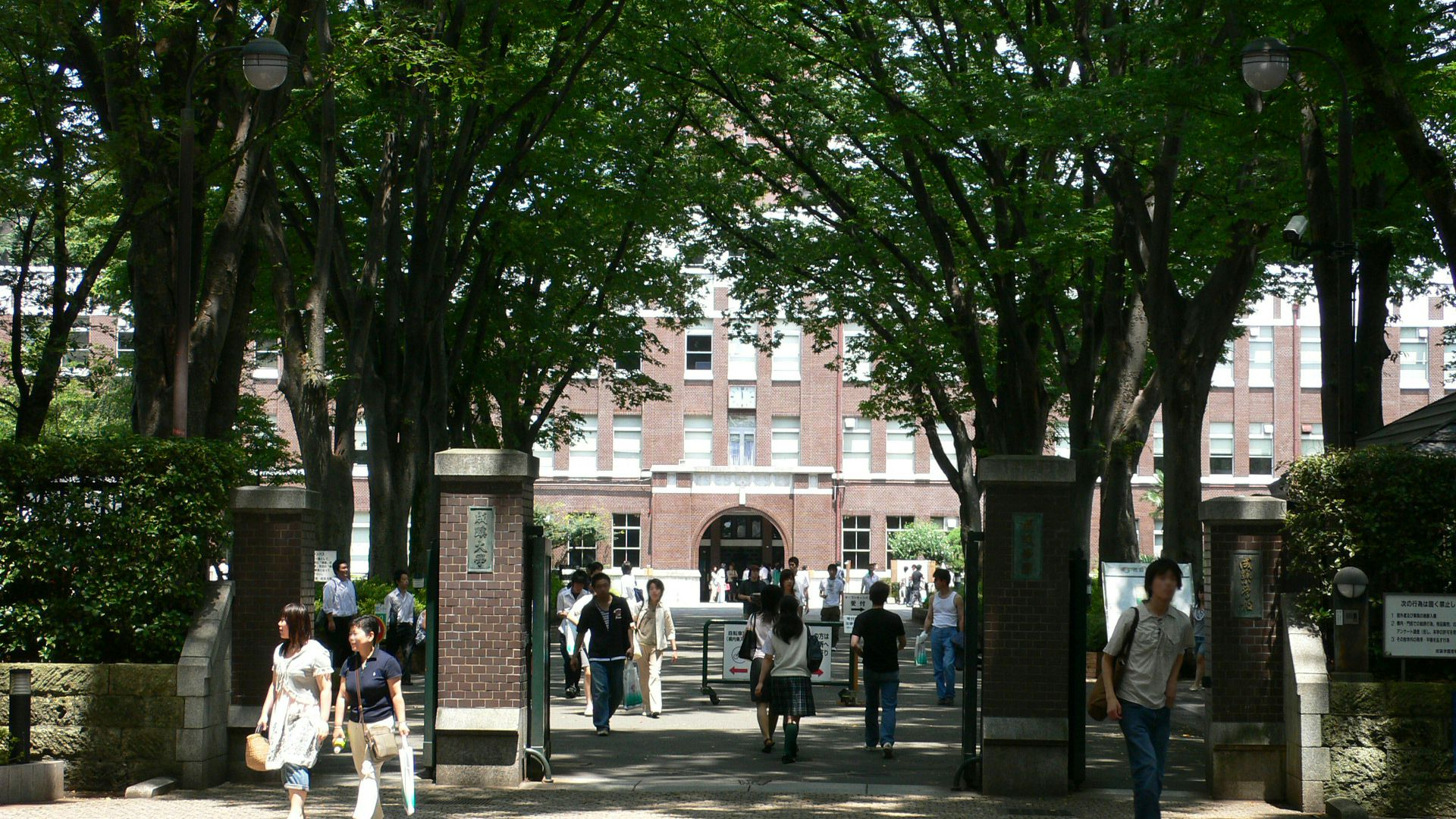
Az egyetem egyik épülete

A Szeikei Egyetem (japánul 成蹊大学, átírással Seikei daigaku) magánegyetem Japánban, a Tokió melletti Muszasino város Kicsidzsódzsi kerületében. 
Az egyetemet 1949-ben alapították. Az alapítását Ivaszaki Kojota, a Mitsubishi alapítója is támogatta, és az egyetem mai napig szoros kapcsolatokat ápol a céggel.
Ismert diákja Abe Sindzó, Kirino Nacuo, Isida Ira, Nakai Kiicsi és Kadzato Hirosi.